# Olof Hanson (regissör)
Olof Staffan Hanson, född 13 mars 1972 i Lunds Allhelgonaförsamling, är en svensk teaterregissör.

## Biografi
Olof Hanson gick ut Dramatiska Institutets teaterregilinje 2002. Sedan 2009 är han knuten som regissör till Stockholms stadsteater. 2012 blev han konstnärlig ledare för stadsteaterns Fri scen och sedan 2016 är han konstnärlig ledare för Kulturhuset Stadsteaterns satellitscen i Medborgarhuset Trappan i Vällingby, Kulturhuset Stadsteatern Vällingby. Han har även regisserat hos Ung scen/öst, Riksteatern och Teater Galeasen. År 2020 var han som konstnärlig ledare med och etablerade ytterligare en satellitscen på Kulturhuset Stadsteatern, Kulturhuset Stadsteatern Husby. 

## Regi (ej komplett)
| År   | Produktion                                                      | Upphovsmän                               | Teater                                                     |
| ---- | --------------------------------------------------------------- | ---------------------------------------- | ---------------------------------------------------------- |
| 2003 | Änglar Angels in America                                        | Tony Kushner                             | Örebro länsteater                                          |
| 2005 | En handelsresandes död Death of a Salesman                      | Arthur Miller                            | Riksteatern                                                |
| 2005 | Saknad                                                          | Zinnie Harris                            | Riksteatern Östgötateatern                                 |
| 2006 | Hamlet                                                          | William Shakespeare                      | Ung scen/öst                                               |
| 2006 | Vårslakt                                                        | Anders Duus & Åsa Lindholm               | Ung scen/öst                                               |
| 2008 | Cash                                                            | Mats Kjelbye                             | Västmanlands teater                                        |
| 2009 | Vem är rädd för Virginia Woolf? Who's Afraid of Virginia Woolf? | Edward Albee                             | Västmanlands teater                                        |
| 2010 | Audiens                                                         | Václav Havel                             | Stockholms stadsteater                                     |
| 2010 | Lagarna                                                         | Christina Ouzounidis                     | Teater Galeasen                                            |
| 2012 | Peggy Pickit ser Guds ansikte                                   | Roland Schimmelpfennig                   | Teater Galeasen                                            |
| 2012 | Top girls                                                       | Caryl Churchill                          | Stockholms stadsteater                                     |
| 2013 | Abrahams barn                                                   | Svein Tindberg Översättning Sofia Fredén | Kulturhuset Stadsteatern Gästspel på Göteborgs stadsteater |
| 2013 | Arnold                                                          | Harvey Fierstein                         | Kulturhuset Stadsteatern                                   |
| 2014 | Cyrano                                                          | Edmond Rostand                           | Parkteatern, Stockholm                                     |
| 2014 | Illussioner                                                     | Ivan Vyrypaev                            | Teater Galeasen                                            |
| 2015 | En uppstoppad hund                                              | Staffan Göthe                            | Kulturhuset Stadsteatern                                   |
| 2017 | Verkligheten The Events                                         | David Greig                              | Kulturhuset Stadsteatern                                   |
| 2019 | Äkta känner äkta                                                | Alexander Salzberger                     | Kulturhuset Stadsteatern                                   |
| 2022 | När baba faller i poolen                                        | Astrid Menasanch Tobieson                | Kulturhuset Stadsteatern                                   |
| 2023 | 8 kvadrat                                                       | Murre Gonday & Simon Matiwos             | Kulturhuset Stadsteatern                                   |
| 2023 | Dansen                                                          | Ivan Vyrypajev                           | Teater Galeasen                                            |